# Ready Teddy
«Ready Teddy» — песня американских композиторов Роберта Блэкуэлла и Джона Мараскалко, ставшая известной в исполнении Литла Ричарда в 1956 году. Версии песни также записывали Элвис Пресли (1956), Бадди Холли (1956), Карл Перкинс (1958), Клифф Ричард (1959), Джон Леннон (1975) и другие.

## Оригинальная версия Литла Ричарда
«Ready Teddy» вышла в июне 1956 года на обратной стороне сингла «Rip It Up». Песня заняла 8-е место в американском хит-параде категории «ритм-энд-блюз» и вошла в альбом «Here’s Little Richard» (1957).

## Версия Элвиса Пресли
Пресли записал свою версию «Ready Teddy» в начале сентября 1956 года. Песня была включена в альбом «Elvis», вышедший в октябре 1956 года на RCA Records. Пресли также исполнял песню на концертах в 1956 году.